# Linea Sigfrido
La linea Sigfrido o linea Siegfried (in tedesco: Siegfriedstellung, letteralmente posizione Siegfried) fu una massiccia linea fortificata tedesca costruita tra il 1916 e il 1917, durante la prima guerra mondiale, come parte della linea Hindenburg.
La linea difensiva venne anche utilizzata durante la seconda guerra mondiale.

## Descrizione

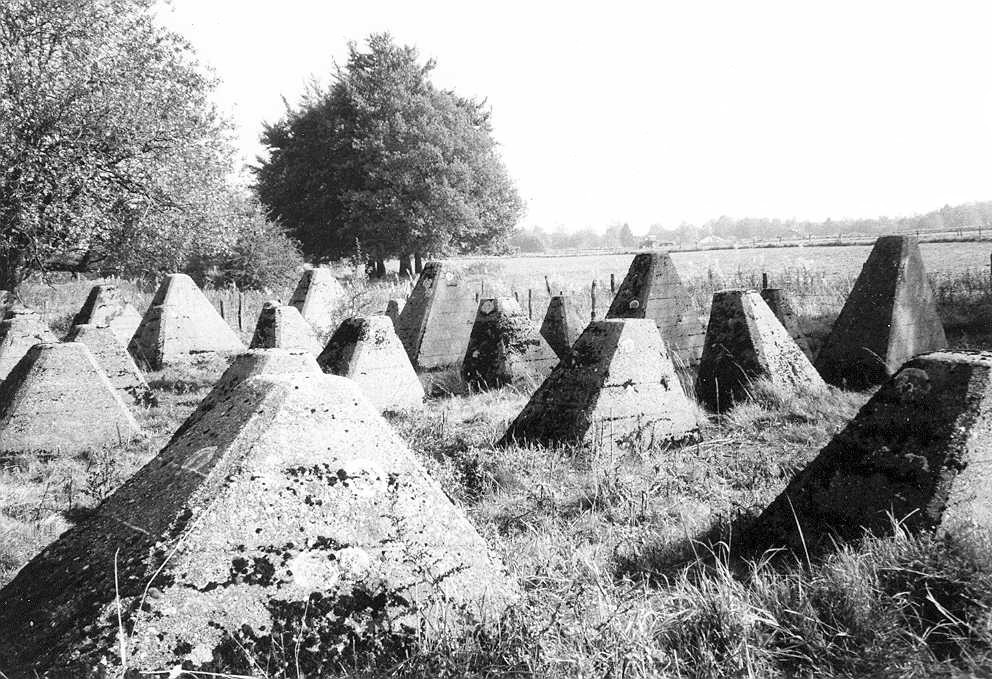
Ostacoli anticarro a dente di drago lungo la linea Sigfrido.

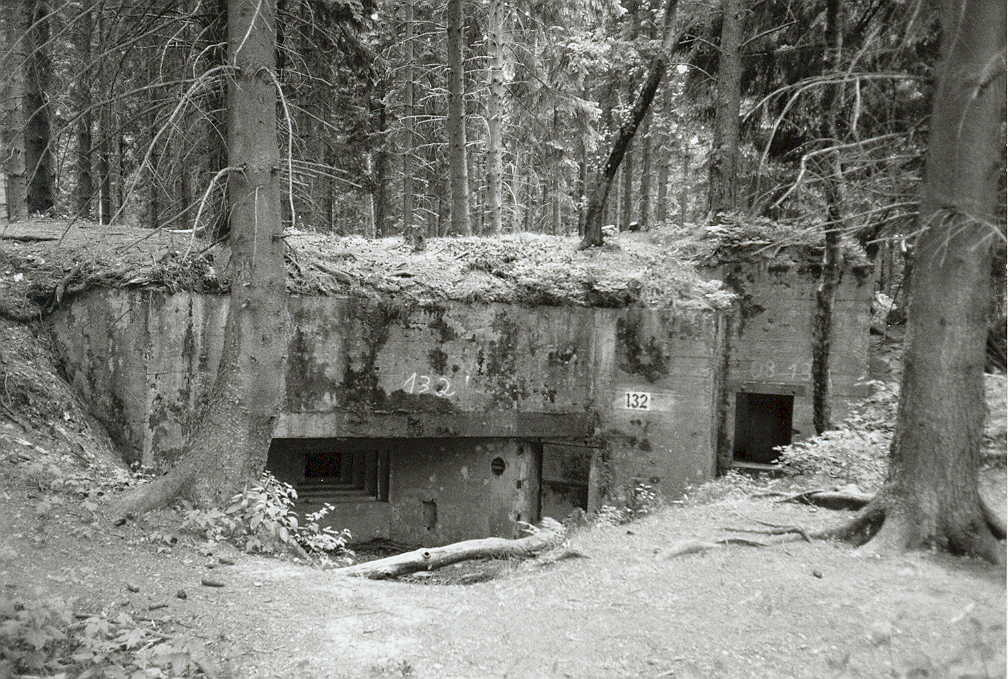
Un bunker Type 10 visto da dietro.

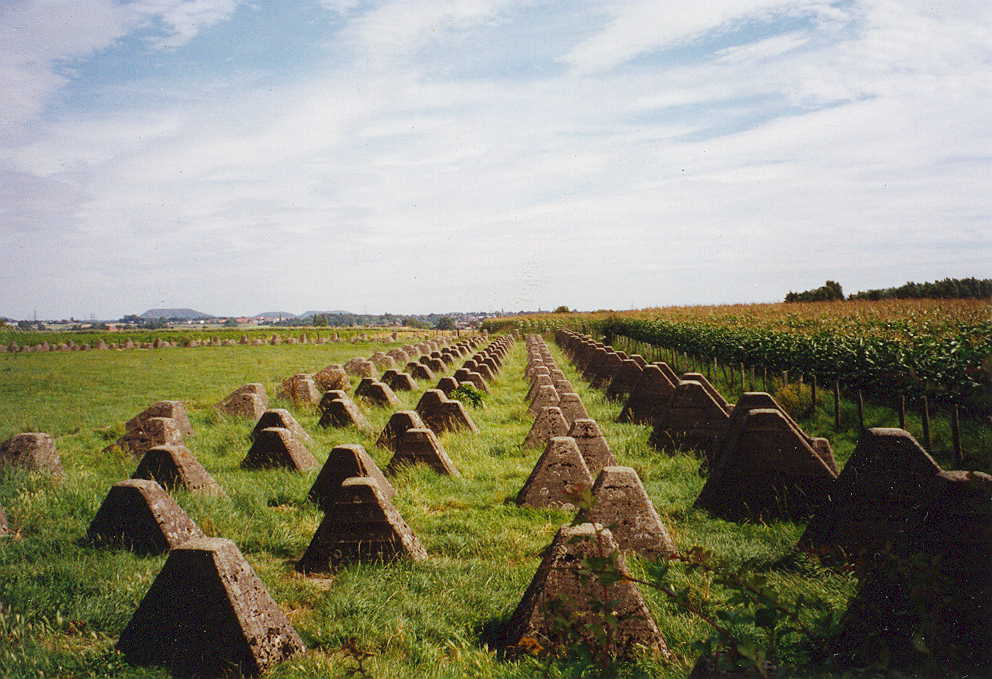
Uno sbarramento anticarro a 5 denti di drago nella zona di Aquisgrana.

### Costruzione
Composta da 18.000 fortificazioni (bunker, tunnel e fossati anticarro) e lunga circa 630 km, la linea partiva dalla regione di Aquisgrana fino ad arrivare al confine svizzero. La linea di difesa fu eretta dai tedeschi durante la prima guerra mondiale da Arras a La Fère. Il nome della linea è legato a Sigfrido, un eroe dell'epopea germanica e norrena.
A seguito dell'uscita della Germania dal regime del Trattato di Versailles, le fortificazioni furono riutilizzate nell'ambito del processo tedesco di ri-militarizzazione. La linea difensiva fu rinominata  Westwall (muro dell'ovest), ma gli Alleati continuarono ad usare il più familiare nome di Linea Sigfrido.
Nei primi giorni del settembre 1939, all'inizio della seconda guerra mondiale, durante la cosiddetta Sitzkrieg (letteralmente "guerra seduta", ovvero il contrario della blitzkrieg), approfittando del fatto che l'esercito tedesco era impegnato in gran parte in Polonia, l'esercito francese avanzò verso la linea attestandosi a circa un chilometro di distanza, stazionando in posizione di difesa fino al 4 ottobre, quando ripiegò indietro alla linea Maginot. In questi primi giorni di ostilità tra tedeschi e franco-inglesi gli scontri furono limitati.
La linea Sigfrido all'inizio della seconda guerra mondiale aveva gravi carenze. Il generale tedesco Alfred Jodl disse, dopo la guerra, che la linea "nel 1939 era poco più che un cantiere" e quando il feldmaresciallo Gerd von Rundstedt la ispezionò, le sue deboli costruzioni e le armi insufficienti lo fecero ridere. Fortunatamente per la Germania, nonostante la dichiarazione di guerra della Francia alla Germania, all'inizio non vi fu alcuna importante battaglia presso la linea difensiva. Entrambe le parti rimasero ferme nella cosiddetta Sitzkrieg, dove nessuna delle due parti attaccò l'altra e quindi entrambe rimasero nelle loro posizioni sicure.
Il Ministero dell'Informazione e Propaganda del Reich richiamò l'attenzione estera sull'incompiuto Westwall, in molti punti dimostratosi incompleto, dipingendo il progetto di ammodernamento come terminato e il vallo pronto per l'azione e inespugnabile. Durante la campagna di Francia, le forze francesi effettuarono attacchi limitati presso alcune parti della linea, ma la maggior parte di essa non venne messa alla prova. Quando la campagna finì, le armi trasportabili furono rimosse dalla linea Sigfrido e utilizzate in altri luoghi. Le parti in calcestruzzo furono invece lasciate al loro posto e ben presto divennero completamente inadatte alla difesa. I bunker furono invece utilizzati come magazzini.

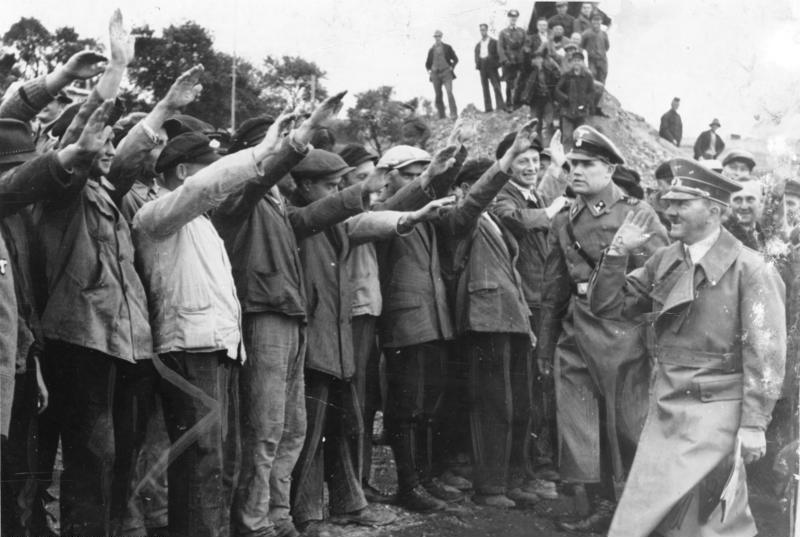
Lavoratori impegnati nel ripristino del Westwall, salutano Hitler in visita ai lavori.

Con gli sbarchi del D-Day in Normandia, il 6 giugno del 1944, l'importanza della linea Sigfrido fu rivalutata in previsione di un'imminente invasione anglo-americana. Il 24 agosto 1944 Hitler diede una direttiva per rinnovare la linea Sigfrido. 20.000 lavoratori tra quelli provenienti dai campi di concentramento e i giovani tedeschi della Reichsarbeitsdienst (Servizio di lavoro per il Reich), la maggior parte dei quali avevano 14-16 anni, cercarono di riadattare la linea agli scopi difensivi. Anche la gente del posto fu chiamata a svolgere questo tipo di lavoro, per lo più con la costruzione di fossati anticarro. Durante la costruzione tuttavia, era già chiaro che i bunker non potevano resistere ai proiettili perforanti di nuova concezione. Allo stesso tempo, come fu riattivata la linea Sigfrido, piccoli bunker, anche noti come Tobruk, furono costruiti lungo il confine con la zona occupata. Questi bunker erano per lo più dei ripari per i singoli soldati.
Circa 20 giorni dopo l'inizio dei lavori di rinnovamento, il 15 settembre 1944 la linea Sigfrido fu raggiunta dagli eserciti alleati. I combattimenti sulla linea Sigfrido causarono oltre 670000 morti in entrambi gli schieramenti.

### Gli scontri

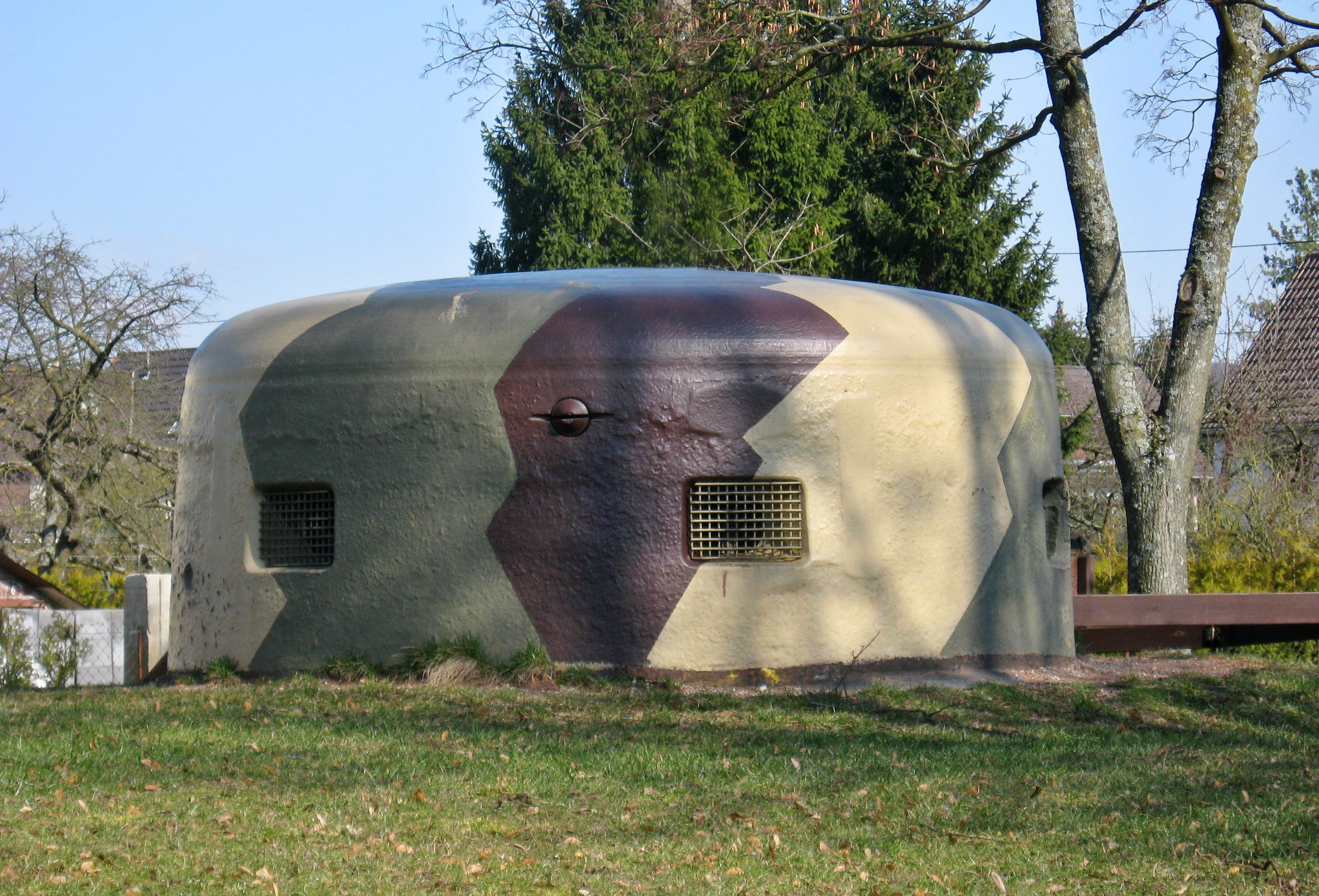
Torretta per artiglieria presso Pachten (frazione di Dillingen/ Saar), Germania.

Nel mese di agosto 1944, si svolsero i primi scontri sulla linea Sigfrido; la sezione della linea dove la maggior parte dei combattimenti ebbe luogo fu quella di Hürtgenwald (foresta di Hürtgen), nella zona dell'altopiano dell'Eifel, 20 km a sud-est di Aquisgrana. Gli americani impiegarono circa 120.000 uomini, più rinforzi per la battaglia della foresta di Hürtgen. Questo scontro in una zona ricca di foreste causò la morte di 24.000 soldati americani, più di 9.000 delle cosiddette vittime "non di guerra", ovvero decessi dovuti alla stanchezza, agli incidenti e alle malattie. Il numero delle vittime tedesche non è documentato. Dopo la battaglia della foresta di Hurtgen, l'offensiva delle Ardenne incominciò, a partire dalla zona sud della Hürtgenwald, tra la città tedesca di Monschau e quella lussemburghese di Echternach. Questo attacco fu un ultimo tentativo da parte dei tedeschi per invertire il corso della guerra in Occidente. Le perdite di vite e materiale da parte dei tedeschi risultò però così grave, che il tentativo fallì.

### Dopoguerra
Durante il periodo post-bellico, molte sezioni della linea Sigfrido sono state rimosse, utilizzando anche esplosivi. Altre invece sono state preservate come memoria storica.